# População absoluta
População Absoluta é o número total de habitantes de um lugar (país, cidade etc.). Quando um determinado lugar possui um grande número de habitantes, dizemos que é populoso ou de grande população absoluta; e quando possui um pequeno número de habitantes, dizem que é não-populoso ou de pequena população absoluta.
A contagem da população absoluta utiliza o número de emigrantes e imigrantes e os que já morreram.